# Nadège N’dri
Nadège N’dri (31 de octubre de 1991) es una deportista marfileña que compite en taekwondo. Ganó una medalla en los Juegos Panafricanos de 2015 y tres medallas en el Campeonato Africano de Taekwondo entre los años 2009 y 2016.

## Palmarés internacional
| Juegos Panafricanos | Juegos Panafricanos               | Juegos Panafricanos | Juegos Panafricanos |
| Año                 | Lugar                             | Medalla             | Categoría           |
| ------------------- | --------------------------------- | ------------------- | ------------------- |
| 2015                | Brazzaville (República del Congo) | Medalla de bronce   | –67 kg              |
| Campeonato Africano |                                   |                     |                     |
| Año                 | Lugar                             | Medalla             | Categoría           |
| 2009                | Yaundé (Camerún)                  | Medalla de bronce   | –57 kg              |
| 2014                | Túnez (Túnez)                     | Medalla de plata    | –67 kg              |
| 2016                | Puerto Saíd (Egipto)              | Medalla de bronce   | –67 kg              |